# 东方红街道 (长沙市)
东方红街道是中华人民共和国湖南省长沙市岳麓区下辖的一个街道。

## 行政区划
东方红街道下辖以下村级行政区划单位：
尖山湖社区、荷叶坝村、华龙村、金南村。